# Björn Wiman

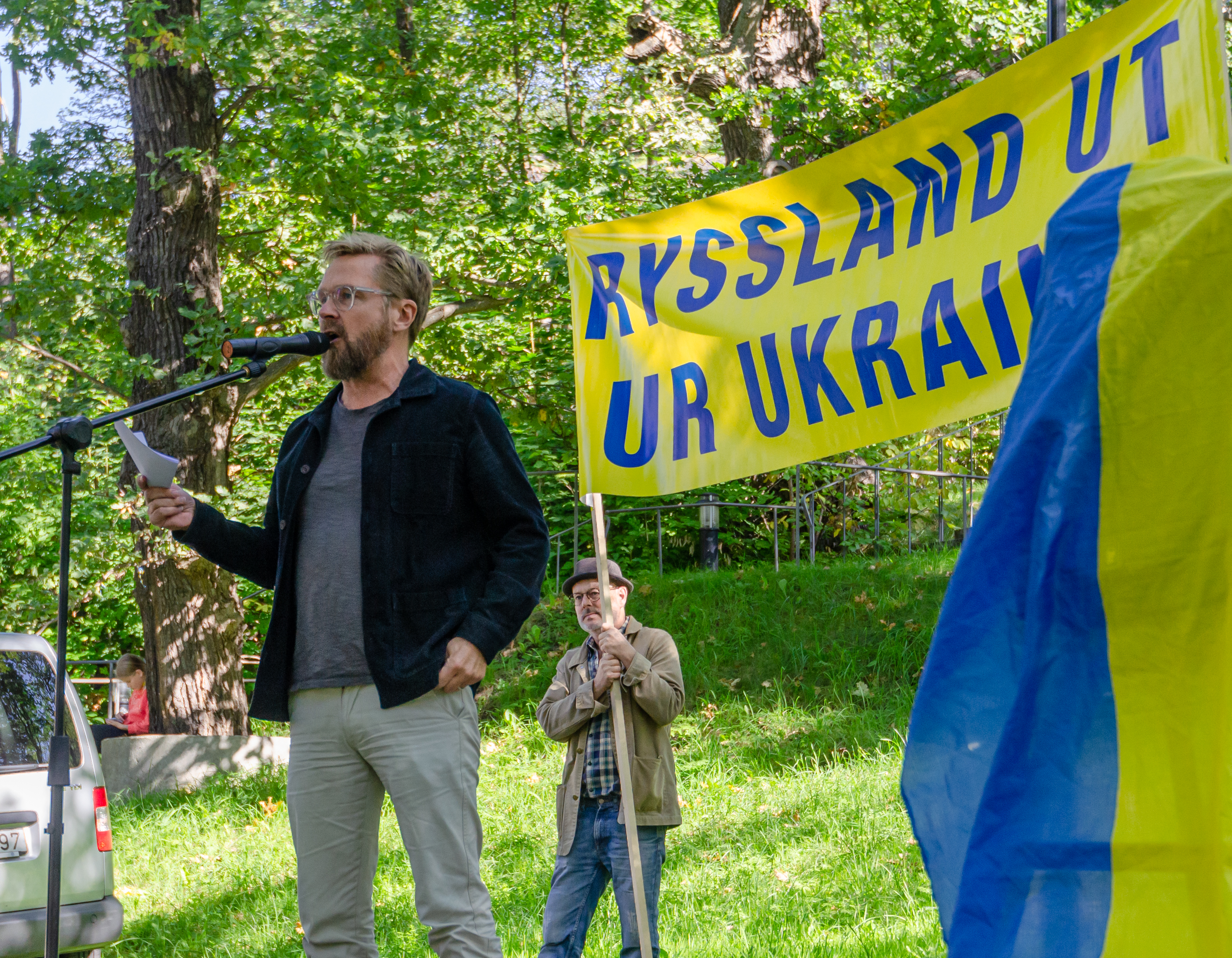
Björn Wiman på Fria Ukrainas plats i Stockholm i samband med en manifestation för Ukraina mot Rysslands angreppskrig.

Björn Wiman, född 22 oktober 1969 i Hägersten i Stockholm, är en svensk journalist och författare.
Björn Wiman är kulturchef på Dagens Nyheter sedan 2010 efter att ha varit kulturchef på Expressen mellan 2008 och 2010.
Tidigare var Wiman kulturjournalist på Expressen från 2001. Åren 1998–2001 drev han bokförlaget Ink tillsammans med Aase Berg och Niklas Darke. 2021 gav Wiman och Sanna Sjöswärd ut Hatet mot judarna, om antisemitismens historia och nutid på förlaget Fri Tanke.
Björn Wiman har flera gånger deltagit i SVTs TV-program Kulturfrågan Kontrapunkt, senast 2024. 2023 deltog han i det vinnande laget.

### Översättningar
- Will Eisner: Den vita valen: en förkortad version av Herman Melvilles Moby Dick (The white whale) (Bokfabriken, 1998)
- Will Eisner: Den siste riddaren: historien om Don Quijote av Miguel de Cervantes (The last knight) (Bokfabriken, 1999)